# Темні століття середньовіччя
Про інші значення див Темні століття

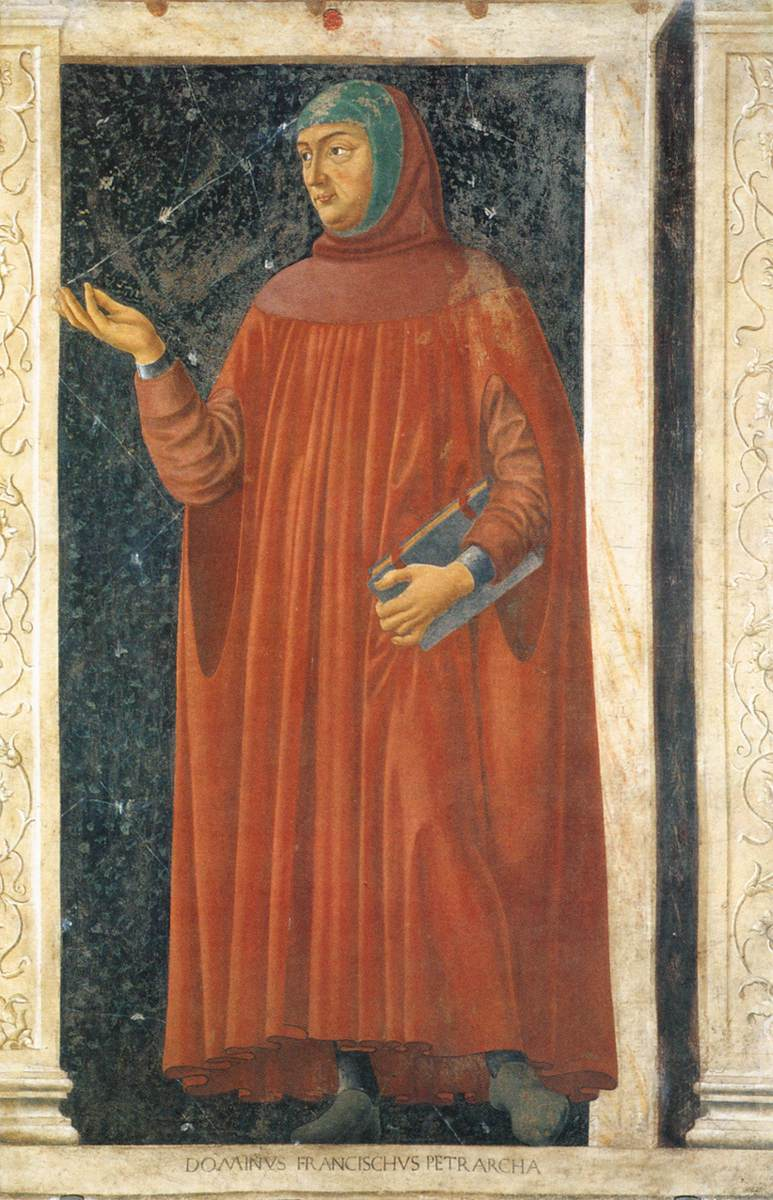
Франческо Петрарка, котрий вважається творцем концепції «Темних віків»

Те́мні віки́, або Темні століття — період в європейській історії VI, VII і
VIII століть, характерною рисою якого були демографічна, культурна та економічна стагнація Західної Європи відносно Візантії, мусульманського світу і Китаю, наслідком чого стало падіння Західної Римської імперії.